# Яблунька (ґміна, Станиславівське воєводство)
Ґміна Яблунька — сільська гміна (волость) у Надвірнянському повіті[прояснити: ком.], який входив до Крайсгауптманшафту Станіслав (1941—1944) — складової частини Дистрикту Галичина. Адміністративним центром гміни було село Яблунька.
Гміна (волость) Пороги часів ІІ Речі Посполитій фактично була відновлена на час німецької окупації з липня 1941 р. до липня 1944 р., однак адміністративний центр перенесено в село Яблунька, відповідно була й перейменована ґміна. До складу ґміни передано з ґміни Пороги село Кривець.
Гміна (волость) включала села Богрівка, Кривець, Кричка, Пороги і Яблунька.
На 1.03.1943 населення ґміни становило 7 809 осіб..